# That's So Raven Too!
That's so Raven Too! è il secondo album di colonne sonore estratte dallo show televisivo That's So Raven dopo That's So Raven Soundtrack del 2004. Contiene molte canzoni eseguite dalla star del programma, l'attrice e cantante Raven-Symoné, ma anche di altri artisti come Jesse McCartney.

## Tracce
1. Some Call It Magic - Raven-Symoné (Matthew Gerrard, Robbie Nevil, Raven-Symone)  – 3:15
2. Friends - Anneliese van der Pol, Raven-Symoné (Matthew Gerrard, Robbie Nevil, Raven-Symoné)  – 3:15
3. Little By Little - Orlando Brown, Raven-Symoné (Matthew Gerrard, Robbie Nevil, Raven-Symoné, Orlando Brown)  – 3:25
4. Jump In - Raven-Symoné (Mathew Gerrard, Robbie Nevil, Raven-Symoné, Jay Condiotti)  – 3:51
5. She's No You (Remix) - Jesse McCartney (Matthew Gerrard, Robbie Nevil, Jesse McCartney)  – 3:07
6. Walking on Sunshine - Aly & AJ (Kimberly Rew)  – 3:54
7. Let's Groove - B5 (Maurice White, Wayne Vaughn)  – 3:35
8. Let's Stick Together - Raven-Symoné, Anneliese van der Pol, Orlando Brown, Kyle Massey (Matthew Gerrard, Robbie Nevil, Raven-Symoné)  – 3:26
9. A Day in the Sun - Anneliese van der Pol (Matthew Gerrard, Charlie Midnight)  – 3:30
10. I Can See Clearly Now - Everlife (Johnny Nash)  – 3:12
11. Will It Go Round In Circles - Orlando Brown (B. Preston, B. Fisher)  – 3:06
12. This Is My Time (Remix) - Raven-Symoné (Matthew Gerrard, Robbie Nevil, Raven-Symoné)  – 3:41
13. Respect - Aretha Franklin (Otis Redding)  – 2:23
14. Supernatural (Too! Mix) - Raven-Symoné (Matthew Gerrard, Michelle Lewis)  – 2:45
15. Some Call It Magic (B.F.F. Mix) - Raven-Symoné (Matthew Gerrard, Robbie Nevil, Raven-Symoné)  – 2:59